# 金俊 (高麗)
金俊（？—1268年）是高麗王朝時期武人政權的掌權者。

## 生平
金俊原名金仁俊。其父金允成，是崔氏政權掌權者崔忠獻的家奴。根據《高麗史》記載，金俊狀貌魁岸，性格寬厚，謙恭下人，而且又善射好施，因此深得人心，被人推薦給崔瑀，得到了崔瑀的信任。此後1249年崔沆嗣位，又成為崔沆的親信。
崔沆逝世後，其子崔竩執掌政權，成為崔氏政權的實際掌權者。金俊對此非常不滿，1258年，金俊同林衍、柳璥、崔昷等人，以三別抄軍為主力發動兵變，殺死崔竩，崔氏政權覆滅。由於金俊在推翻崔氏政權、恢復王權的行動中有功，同其他同謀者一起被高麗高宗封為「衛社功臣」。金俊被授予教定都監的職位，掌握國家檢察非違行動的權力，擔當國事監督的大權。此後又被封為門下侍中、海陽侯，其權勢擬於崔忠獻，儼然成為高麗武人政權的新執政者，高宗形同傀儡。
金俊執政期間，對蒙古持強硬政策。1252年，蒙古要求高麗國王入朝朝見。金俊強烈反對，並將蒙古派來的使臣殺害。
金俊父子性格溫厚，同另一衛社功臣林衍發生田界糾紛，其個性貪橫，林衍的妻子殺死了金俊的家奴。金俊大怒，欲將林衍的妻子流放海島。高麗元宗得知此事後，秘密同林衍合謀。元宗召金俊入朝並將其擊殺。林衍率夜別抄之兵盡滅金俊之黨，將其支持者流放海島。

## 家族
- 父：金允成
- 母：不詳
  - 弟：金承俊（朝鲜语：김승준 (고려)）

- 夫人：安心
  - 長子：金大材
  - 次子：金用材
  - 三子：金碩材
- 繼妻：不詳
  - 子：金皚
  - 子：金棋
  - 子：金靖
  - 養子：林衍